# دومین لشکرکشی جانگسو به شیلا
دومین لشکرکشی جانگسو به شیلا،سری دوم عملیات نظامی امپراتور جانگسو از امپراتوری گوگوریو علیه پادشاهی شیلا در سال ۴۸۱ میلادی بود.

## پیش زمینه
شیلا تحت حکومت پادشاه سوجی قرار داشت و به متفقان خود، یعنی پادشاهی باکجه و پادشاهی گایا وابسته بود.

## جزئیات نبرد
قوای گوگوریو به رهبری امپراتور جانگسو در سال ۴۸۱ میلادی به‌سمت مرزهای شمالی شیلا پیشروی کرد و هفت قلعه مرزی شیلا، از جمله قلعه هووم‌یئونگ  را تسخیر کرد و تا موضع میژیلبو پیش آمد.
شیلا نمی‌توانست به تنهایی مقابله گوگوریو ایستادگی کند زیرا توان نظامی بسیار محدود و ضعیفی داشت از این رو از باکجه و گایا تقاضای نیروی کمکی کرد. نیروهای کمکی باکجه و گایا به ارتش شیلا پیوسته، سپاه گوگوریو را در دو جناح محاصره کردند.
نیروهای گوگوریو به عقب رانده شدند؛ سربازان شیلا، بکجه و گایا تا غرب رودخانه نیها به تعقیب آنها پرداختند. بنا به گزارش منابع تاریخی،بیش از هزار تن از سربازان گوگوریو کشته شدند.با این رویداد پیشروی بیشتر گوگوریو برای مدتی متوقف گشت.